# Chainsprings
Chainsprings is een compositie van de Finse componist Veli-Matti Puumala.
Het werk kwam tot stand na een opdracht van een muziekfestival in Helsinki. Puumala schreef een werk voor groot symfonieorkest, gelijk aan dat van de late romantiek. De muziek past binnen het genre van eigentijdse klassieke muziek. Toch schreef Puumala, dat er enig verband is met de “oudere” klassieke muziek. Chainsprings is in principe een eendelig werk van 25 minuten lengte. Hij heeft het als volgt opgebouwd:
- het is een thema met twaalf variaties;
- verdeeld in vier 'quadros' (beelden) Exposiziones (expositie), Cadenzas, Intermezzos en Spazios (spectrale muziek).

De muziekstijl is (volgens het boekwerkje bij Alba-uitgifte) een mengeling van volksmuziek afkomstig van de Balkan, Franse spectrale muziek (Puumala studeerde bij Gérard Grisey), Finse orkestmuziek, Italiaanse virtuositeit en Indonesische gamelanmuziek. De muziek lijkt daarbij langzaam tot rust te komen, de noten worden qua tijdsduur steeds langer. 
Orkestratie.
Om het geheel overzichtelijk te houden, voorzag de componist de partituur van een schets van hoe het orkest op het podium zou passen:
- 4 dwarsfluiten (I en II ook piccolo), III ook altfluit), 4 hobo’s (III en IV ook althobo, 4 klarinetten (II ook esklarinet, III en IV ook basklarinet), 4 fagotten (III en IV ook contrafagot)
- 6 hoorns, 3 trompetten (I ook piccolotrompet), 3 trombones, 2 tuba's
- pauken, 4 man/vrouw percussie, 1 harp, 1 piano, 1 sampler
- 16 eerste violen, 14 tweede violen, 12 altviolen, 10 celli, 8 contrabassen.

Het Filharmonisch Orkest van Helsinki gaf op 5 september 1997 onder leiding van Grzegorz Nowak de eerste uitvoering van dit werk.